# Рудольф Мерингер
Рудольф Мерингер (нім. Rudolf Meringer; 9 березня 1859, Відень, Австрія — 11 лютого 1931, поблизу Граца, Штирія, Австрія) — австрійський лінгвіст, фахівець у галузі етимології, предтеча психолінгвістики, фольклорист. Один із засновників (разом з Гуго Шухардтом) Школи слів і речей.
Член-кореспондент Австрійської академії наук, Австрійського археологічного інституту, почесний член Спілки австрійської фольклористики та Віденського антропологічного товариства.

## Біографія
Народився 9 березня 1859 року у Відні. Католик. Батько — Георг Мерингер (1817—1886), родом з села Піб (парафія Чот, Папський яраш), комітат Веспрем, Угорське королівство), був шевцем та підприємцем у Відні; син Віртса Георга Мерингера (нім. Wirts Georg Meringer) та Еви Цингішер (угор. Eva Czinngisser). Мати — Елізабет (1824—1877), родом з Острави, позашлюбна дочка Катаріни Мітки (чеськ. Katharina Metka).
З 1878 року навчався германістиці та порівняльному мовознавству у Віденському університеті в основному під керівництвом Ріхарда Гайнцеля. У 1882 році захистив дисертацію з індоєвропейських довгих дифтонгів та здобув ступінь доктора філософії. У 1883—1885 роках провів кілька семестрів у Берліні, де підвищував свою кваліфікацію в індоєвропеїстиці під керівництвом Йоганнеса Шмідта. У 1885 році пройшов габілітацію у Віденському університеті й отримав посаду приват-доцента індоєвропеїстики. У 1892 році там же призначений екстраординарним професором порівняльної граматики індоєвропейських мов. У 1893—1899 роках — ординарний професор.
У 1895 році (у Відні) одружився з Марією (нар. 1875), дочкою Венделіна Гааша (Wendelin Haasz) та Розалії Обермюллер (нім. Rosalia Obermüller). У Рудольфа та Марії народився син — Йоганнес Рудольф Мерингер (1899—1944), доктор медицини, стоматолог, і дві дочки, одна з яких, Грете Мерингер (нар. 1896), стала доктором філософії.
У 1899 році прийняв пропозицію Ґрацького університету та став там ординарним професором санскриту та порівняльного мовознавства. У 1909/1910 році декан, у 1917/1918 — ректор університету.
Він заснував там Індоєвропейський інститут (Indogermanische Institut), яким керував до виходу на пенсію у 1930 році.
Помер 11 лютого 1931 року у селі Кройсбах (Kroisbach) під Грацом у Штирії.

## Внесок у науку

### Психолінгвістика
Найважливіший внесок Мерингера у лінгвістику полягає у тому, що він звернув увагу на лінгвістичне значення застережень. Мерингер займався романськими й італійськими мовами, але найбільше семантичними та фонетичними змінами. Він намагався пояснити фонетичні зміни лінгвопсихологічно та разом із неврологом і психіатром Карлом Маєром у 1895 році написав працю «Застереження й очитки» (Versprechen und Verlesen). Цю роботу використав Зигмунд Фрейд для вивчення проблематики психопатології, за що Мерингер критикував його: останній не схвалив використання прикладів з його роботи. У 1908 році він опублікував роботу «З життя мови — обмовки, дитяча мова, наслідування» (Aus dem Leben der Sprache – Versprechen, Kindersprache, Nachahmungstrieb), де виклав висновки зі своїх спостережень за дитячою мовою та наслідуванням. У цих працях він наводив великі списки обмовок з аналізом їхньої появи. Ці праці корисні для науки й досі. Вікторія Фромкін пише:
|   | Мерингера (1895, 1908), одначе, можна розглядати як «батька» лінгвістичної зацікавленості до мовних помилок хоча б з тієї причини, що його опублікована [у цих двох книгах] збірка з понад восьми тисяч обмовок, описок й очиток, надала дані для інших досліджень. |
| — | |

Основні постулати його робіт, присвячених обмовкам:
1. Помилки не є випадковими, а керуються правилами.
2. Основною одиницею мови є не звук мови, а слово.
3. Слова можуть бути поділені на структурні компоненти, що відрізняються за силою їхнього внутрішнього уявлення (англ. that differ in the strength of their internal representations).
4. Усі носії породжують обмовки однаковими способами.

Всі ці висновки прийняті сучасними психолінгвістами.
Більшу частину своєї колекції застережень він зібрав за обідніми розмовами. Тільки одна людина могла говорити раптово; коли він обмовлявся, розмова зупинялася доти, доки обмовку не запишуть.

### Етимологія
Мерингер і Гуго Шухардт вважаються засновниками Школи слів та речей. Мерингер вивчав історію слів (етимологію) у зв'язку з історією речей, які вони означають. Він заснував журнал «Слова та речі». Мерингер постійно здійснював поїздки Австрією, Угорщиною, Боснією (Угорщиною та Боснією — з 1890 року) у пошуках різноманітних артефактів — від деталей будівель до рибальських снастей.
|   | Рудольф Мерингер присвятив понад тридцяти років безупинній праці поясненню та формуванню нового методу [методу Школи слів і речей] |
| — | |

## Праці
Окремі роботи:
- Ueber cpuren roemischer dachconstruction в Cartuntum. — Wien, 1894.
- Versprechen und verlesen: eine psychologisch-linguistische Studie — Stuttgart: G. J. Göschen, 1895, у співавторстві з Карлом Майєром; нове видання — New ed. with an introductory article by Anne Cutler і David Fay. (Amsterdam studies in theory and history of linguistic science. Series II. Classics in psycholinguistics. Volume 2) — Amsterdam: John Benjamins, 1978. ISBN 90-272-0971-5, ISBN 90-272-0973-1.
- Indogermanische Sprachwissenschaft (том 59 у серії «Sammlung Göschen» (Leipzig: GJ Göschen): 1-е видання — 1895/1897, 2-е видання («2., durchgesehene Auflage») — 1899, 3-е видання («3. durchgesehene Aufllage, mit 4 tafeln») — 1903). Переклад англійською: Rodolfo Meringer. Lingüística indoeuropea / Trading directo, introducción y notas de Pedro Urbano González de la Calle. — Madrid: Victoriano Suárez, 1923 (у серії «Biblioteca española de divulgación científica»).
- Das deutsche Haus і sein Hausrat. — Leipzig: Teubner, 1906 (том 116 у серії «Aus Natur und Geisteswelt»).
- Aus dem Leben der Sprache — Versprechen, Kindersprache, Nachahmungstrieb. Festschrift der kk Karl-Franzens-Universität Graz aus Anlaß der Jahresfeier am 15. XI. 1906. — Berlin: B. Behr's Verlag, 1908.
- Mittelländischer Palast, Apsidenhaus und Megaron. (Sitzungsberichte der Philosophisch-Historischen Classe der Kaiserlichen Akademie der Wissenschaften) — Wien: Hölder, 1916. — 85 S.

Мерингер публікував свої статті у журналах «Індогерманські дослідження» (Indogermanishe forschungen), «Вісник Антропологічної спільноти Відня» (Mitteilungen der Anthropologischen Gesellschaft in Wien), «Доповіді засідань Імператорської академії наук у Відні» (Sitzungsberichte der Kaiserlichen Akademie der Wissenschaften in Wien), «Журнал австрійської фольклористики» (Zeitschrift für Österreichische Volkskunde), а також безліч статей у своєму журналі.
Деякі статті (не включені статті з журналу Мерингера):
- Beiträge zur geschichte der idg. [=indogermanischen] Declination // Zeitschrift für vergleichende Sprachforschung auf dem Gebiete der Indogermanischen Sprachen. — 1887. — H. 3 (21 Juli). — S. 217—239. Диссертація[3]. В двух частинах: «I. Ueber den indogermanischen dual der o-stämm» и «II. Flexion der zweizahl». Стаття з такою ж назвою опублікована у Sitzungsberichte der philosophisch-historischen Classe der kaiserlichen Akademie der Wissenschaften. — Wien : In comission bei F. Tempsky. (Abhandlung II.) в двух частинах: «A. Die einsilbigen Neutra des Indogermanisches» і «B. Ueber einge indogermanische Präfixe» тв з введенням.
- Стаття у чотирьох частинах:
  - Studien zur germanischen Volkskunde. Das Bauernhaus und dessen Einrichtung (Mit 83 Texte-Figuren) // Mittheilungen der Anthropologischen Gesellschaft in Wien. — Wien : In Comission bei Alfred Hoelder, 1891. — Bd. 21 (21 Juli). — S. 101—152.
  - Studien zur germanischen Volkskunde. Nachtrag (Mit 7 Texte-Figuren) // Mittheilungen der Anthropologischen Gesellschaft in Wien. — Wien : In Comission bei Alfred Hoelder, 1892. — Nr. 22 (21 Juli). — S. 101—106.
  - Studien zur germanischen Volkskunde II. (Mit 127 Texte-Figuren) // Mittheilungen der Anthropologischen Gesellschaft in Wien. — Wien : In Comission bei Alfred Hoelder, 1893. — Bd. 23 (21 Juli). — S. 136—181.
  - Studien zur germanischen Volkskunde III. Der Hausrath des oberdeutschen Hauses. (Mit 41 Text-Illustrationen) // Mittheilungen der Anthropologischen Gesellschaft in Wien. — Wien : In Comission bei Alfred Hoelder, 1895. — Bd. 25 (21 Juli). — S. 56—68.
- Das deutsche Bauernhaus (Mit 8 Text-Illustrationen) // Mitteilungen der Anthropologischen Gesellschaft in Wien. — 1892. — Bd. 22, Nr. 3 (Mai und Juni). — S. 46—57.
- Etymologien zum geflochtenen Haus / Festgabe für Richard Heinzel // Abhandlungen zur germanischen Philologie. — Halle : Max Niemeyer Verlag, 1898. — 21 Juli. — S. 173—188. Рецензія Пауля Кречмера на цю статтю опублікована у журналі «Zeitschrift für deutsches Altertum und deutsche Literatur[en]» у четвертому випуску XXV тому від 1899 року на сторінках 385—386.
- Das volksthümliche Haus in Bosnien und der Hercegovina // Wissenschaftliche Mitteilungen aus Bosnien und der Herzegowina. — Das Museum, 1900. — Bd. 7 (21 Juli).
- Die Stellung des bosnischen Hauses und Etymologien zum Hausrath. Mit 62 Textfiguren // Sitzungsberichte der Philosophisch-Historischen Classe der Kaiserlichen Akademie der Wissenschaften. — Wien : In Komission bei Carl Gerolds Sohn, 1901. — Bd. 144. Abhandlung VI (21 Juli). На цю книгу написав рецензію Карл Бругман (в журналі «Індогерманські дослідження», том 14, с. 45—47).
- Стаття «Wörter und Sachen» у чотирьох частинах в журналі «Indogermanische Forschungen» у 1904—1907 роках: у томах 16 (1904; «Wörter und Sachen. Mit 25 Abbildungen im Text», с. 101—196), 17 (1904/1905; «Wörter und Sachen II. Mit 15 Abbildungen», с. 100—166), 18 (1905/1906; «Wörter und Sachen III», с. 204—296), 19 (1906; «Wörter und Sachen IV. Mit 31 Abbildungen im Text», с. 401—457), 21 (1907; «Wörter und Sachen V. Mit 16 Abbildungen, davon 5 auf zwei Tafeln», с. 277—314).
- Zu franzözich landier / Herausgegeben von Dr. Gustav Gröber // Zeitschrift für romanische Philologie. — Halle : Max Niemeyer, 1906. — Bd. 30 (21 Juli). — S. 414—422. Після статті на сторінках 422—423 розмістили коментар Вильгельма Маєра-Любке до статті.
- Wörter und Sachen / Herausgegeben von Dr. Heinrich Schröder // Germanisch-romanische Monatsschrift. — Heidelberg : Carl Winters Universitätbuchhandlung, 1909. — Bd. 1 (21 Juli). — S. 593—598.

Інші видання:
- Zur Geschichte des Kachelofen.